# یوگنی کسپرسکی
یِوگِنی والنتینوویچ کسپرسکی (به روسی: Евгений Валентинович Касперский) (زادهٔ ۴ اکتبر ۱۹۶۵ در نووراسییسک در شوروی) متخصص سرشناس رایانه در زمینهٔ امنیت اطلاعات و بنیانگذار شرکت کسپرسکی است. او مقالات زیادی در مورد ویروس‌های کامپیوتری نوشته‌است و به‌طور مرتب در سمینارها و همایش‌های امنیتی شرکت می‌کند. در سال ۱۹۹۷ به همراه ناتالیا کسپرسکی شرکت کسپرسکی را تأسیس کرد. این شرکت طی مدت کوتاهی پیشرفت کرد و به یکی از بزرگترین شرکت‌های خصوصی در زمینهٔ حفاظت اطلاعات تبدیل شد.

## زندگی شخصی
در ۲۱ آوریل سال ۲۰۱۱ رسانه‌های روسیه اعلام کردند پسر ۲۰ سالهٔ کسپرسکی ربوده شده‌است اما بعد از چند روز پلیس روسیه اعلام کرد توانسته او را نجات دهد.

## جوایز
- کسپرسکی در دوازدهم ژوئن سال ۲۰۰۹ نشان دولتی کشور روسیه را از رئیس‌جمهور وقت دمیتری مدودف برای تلاش جهت بهبود امنیت کشور دریافت کرد.[۳]
- وی در همان سال جایزهٔ دوستی با جمهوری خلق چین را دریافت کرد.[۴]
- در سال ۲۰۱۲ یک نشان افتخاری از دانشگاه پلیموث در بریتانیا دریافت کرد.[۵]